# Ziyara (film)
Pour plus de détails, voir Fiche technique et Distribution.
Ziyara est un film documentaire français réalisé par Simone Bitton et sorti en 2021.

## Synopsis
Au Maroc, la Ziyara (visite des saints) est une pratique populaire que juifs et musulmans ont toujours eu en partage. Le film est un road movie au pays natal, un pèlerinage cinématographique où la réalisatrice va à la rencontre des gardiens musulmans de sa mémoire juive.

## Fiche technique
- Titre : Ziyara
- Réalisation : Simone Bitton
- Scénario : Simone Bitton
- Photographie : Jacques Bouquin
- Son : Ghita Zouiten
- Montage : Dominique Pâris
- Production : Ciné-Sud Promotion
- Pays :  France
- Genre : documentaire
- Durée : 80 minutes
- Date de sortie : France - 1er décembre 2021

## Sélections[1]
- Filmmaker Film Festival (Milan) : prix du meilleur film
- Cinéma du réel 2021